# Alexander Harris
Alexander Harris, kallad "Xander", en rollfigur i Buffy och vampyrerna spelad av Nicholas Brendon.
Xander förekommer i alla avsnitt av serien utom ett, Conversations With Dead People.
Han gör sitt bästa för att vara delaktig i kampen mot ondskan, även om han inte har någon speciell förmåga som de andra i gänget har. När Willow löper amok i säsong sex är det han som är hjälten och räddar världen från undergång. Han säger helt enkelt det Willow behöver höra: att han, som hennes vän, älskar henne.
Han har kallats hjärtat i Scoobygänget, och han förlorar sitt vänstra öga i sjunde säsongen när den onda prästen Caleb petar ut det, med förklaringen att Xander är den som ”ser allt”.
I de första säsongerna är Xander kär i Buffy men får nöja sig med hennes vänskap då känslorna inte är besvarade. Så småningom inleder han ett istället ett förhållande med skolans populäraste tjej, Cordelia Chase.
I sjätte säsongen är han nära att gifta sig med den före detta demonen Anya Jenkins, men bröllopet blir inställt när Xander inser att han inte känner sig redo för ett giftermål.